# Münsterhausen
Münsterhausen település Németországban, azon belül Bajorországban. Lakosainak száma 2038 fő (2023. december 31.).

## Népesség
A település népessége az elmúlt években az alábbi módon változott:
| Lakosok száma | 1300 | 1696 | 1469 | 1709 | 1958 | 1972 | 1981 | 1955 | 2009 | 2038 |
|               | 1875 | 1950 | 1975 | 1987 | 2012 | 2014 | 2016 | 2017 | 2021 | 2023 |